# Thomas Johnson (Gouverneur)

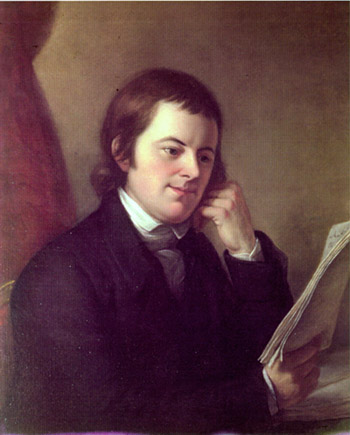
Thomas Johnson, 1772

Thomas Johnson (* 4. November 1732 im Calvert County, Province of Maryland, dem heutigen US-Bundesstaat Maryland; † 26. Oktober 1819 in Frederick, ebenda) war ein US-amerikanischer Jurist und Politiker, der im Laufe seines Lebens als erster gewählter Gouverneur seines Geburtsstaates, Mitglied des Kontinentalkongresses und beratender Richter des Obersten Gerichtshofes fungierte.

## Biographie

### Jugend und Ausbildung
Als Sohn und viertes von zehn Kindern von Thomas und Dorcas Sedgwick Johnson geboren, gehörte Thomas Johnson schon zu der zweiten Generation der Johnsons, die auf dem amerikanischen Kontinent das Licht der Neuen Welt erblickten. Sein Großvater, der ebenfalls auf den Namen Thomas getauft worden war, hatte als Rechtsanwalt in London gearbeitet, bevor er irgendwann vor 1700 nach Maryland auswanderte. Alle Johnsons hatten kinderreiche Familien und waren bald mit der herrschenden Elite des Landes verschwägert. Thomas’ Nichte Louisa Johnson, die Tochter seines Bruders Joshua Johnson, war mit dem späteren US-Präsidenten John Quincy Adams verheiratet.
In Ermangelung von Bildungseinrichtungen erzog man Thomas wie auch seine Geschwister mit Hilfe von Hauslehrern in der heimischen Umgebung. Diese müssen ihre Arbeit sehr ansprechend erledigt haben, da der jüngere Thomas sich zu den Rechtswissenschaften hingezogen fühlte, diese studierte und am Gerichtshof von Maryland 1753 zugelassen wurde. Um 1760 verlegte er seine Kanzlei ins Frederick County. Kurz darauf wählte man ihn zum ersten Mal in die Provinzialversammlung. Am 16. Februar 1766 heiratete Thomas Johnson Ann Jennigs, die Tochter eines Richters aus Annapolis. Aus der Ehe gingen vier Kinder hervor: Ann, Rebecca, Dorcas und Joshua.

### Während des Unabhängigkeitskrieges
1774 und 1775 entsandte ihn die Versammlung Marylands als Delegierten in den Kontinentalkongress. Im Kongress galt er als fester Befürworter derjenigen Partei, welche die Separation, sprich die Loslösung von Großbritannien forderten. Johnson war ebenso derjenige, der George Washington im Juni 1775 als militärischen Führer der Kontinentalarmee nominierte.
Bald darauf kehrte er nach Maryland zurück, um dort seine politische Arbeit fortzusetzen. Dadurch verlor er jedoch jedwede Chance, an der Ausarbeitung der Unabhängigkeitserklärung der Vereinigten Staaten mitzuwirken. Da die Deklaration später als erster Teil der ersten Verfassungsfassung einfloss, übernahm man sie 1776 auch in der seines Bundesstaates.
Selbst dem Militärdienst entzog sich Johnson nicht: Als Brigadegeneral sorgte er für die Aushebung von Milizeinheiten in Maryland. Neben seinen politischen Aktivitäten versäumte er es – getreu den damaligen Gepflogenheiten – auch nicht wirtschaftlichen Gewinn aus dem Krieg zu ziehen: In seiner Gewehrfabrik, deren Überreste außerhalb von Frederick zu finden sind, ließ er Musketen für die Revolution fertigen.
Als Maryland seine neu deklarierte Autonomie auszuüben begann, wählte ihn die Legislative 1777 zum ersten Gouverneur Marylands. In diesem Posten arbeitete er jedoch nur zwei Jahre. Während der 1780er-Jahre hatte er verschiedene juristische Positionen innerhalb Marylands inne und saß in der Bundesstaatsversammlung in den Jahren 1780, 1786 und 1787. 1785 gehörte er der juristischen Kommission aus Virginia und Maryland an, die sich in Mount Vernon traf, um über die Gesetzgebung und die Schifffahrtsrechte auf dem Potomac River übereinzukommen. 1788 war er ebenso Mitglied der verfassunggebenden Versammlung Marylands, wo er erfolgreich die Ratifikation der amerikanischen Verfassung verfolgte.

### Im Dienste des Bundes
Im September 1789 nominierte ihn Präsident Washington als den ersten Bundesrichter für den Distrikt von Maryland, doch Thomas lehnte zunächst ab, da er sich auf die lokalen Rechtsfragen beschränken wollte. 1790/91 saß er dementsprechend dem Obersten Gerichtshof Marylands vor. Als jedoch John Rutledge 1791 zurücktrat, gelang es George Washington, den zögernden Johnson zu überzeugen und an den Supreme Court zu holen. Dort betrat Johnson als Autor des ersten Grundsatzurteils „Georgia vs. Brailsford“ sogleich richtungsweisendes Neuland. Da sich seine Gesundheit verschlechterte, trat er im Februar 1793 von diesem Amt zurück. Als ihn Washington zwei Jahre später zum Justizminister ernennen wollte, musste er ebenfalls aus gesundheitlichen Gründen ablehnen.
Am 28. Februar 1801 ernannte ihn Präsident Adams zum obersten Richter des Territoriums des „Distrikts von Columbia“, also der zukünftigen Hauptstadt. Dadurch war Johnson ebenso ein Mitglied derjenigen Kommission, die über die Bundeshauptstadt zu befinden hatte. Johnson gilt als derjenige Politiker, der als Erster den Namen Washington D.C. befürwortete.

### Rückzug ins Privatleben
Seine Tochter Anne heiratete 1788 John Colin Grahame. In deren Haus verbrachte Thomas nach dem Rückzug ins Privatleben seine letzten Jahre. Das Rose Hill Manor wurde 1971 in das National Register of Historic Places aufgenommen und ist heute ein County Park, welcher der Öffentlichkeit zugänglich ist. Johnson hatte über viele Jahre mit gesundheitlichen Probleme zu kämpfen und starb auf Rose Hill Manor am 26. Oktober 1819. Auf dem Mount Olivet Cemetery in Frederick fand er seine letzte Ruhestätte.